# Lukas Görtler
Lukas Görtler (* 15. Juni 1994 in Bamberg) ist ein deutscher Fußballspieler.

## Karriere
Görtler begann vierjährig in Kemmern beim ortsansässigen SC Kemmern im oberfränkischen Landkreis Bamberg mit dem Fußballspielen und wechselte elfjährig in die Jugendabteilung der SpVgg Greuther Fürth. Nach zwei Spielzeiten folgten drei bzw. zwei Spielzeiten in der Jugendabteilung des 1. FC Eintracht Bamberg und im Nachwuchsleistungszentrum des 1. FC Nürnberg.    
Zur Saison 2012/13 kehrte Görtler zum Nachfolgeverein des 1. FC Eintracht Bamberg – dem FC Eintracht Bamberg – zurück und spielte dort – obwohl noch zur A-Jugend zählend – in der ersten Mannschaft in der viertklassigen Regionalliga Bayern. In zwei Spielzeiten bestritt er 60 Regionalligaspiele, in denen er zehn Tore erzielte.
Zur Saison 2014/15 wechselte er zum Ligakonkurrenten FC Bayern München II. Aufgrund von zahlreichen Verletzten im Profikader und der bereits gewonnenen Meisterschaft wurde Görtler gemeinsam mit Rico Strieder von Pep Guardiola für den 31. Spieltag in den Kader der ersten Mannschaft berufen. Bei der 0:2-Niederlage am 2. Mai 2015 im Auswärtsspiel gegen Bayer 04 Leverkusen wurde er in der 72. Minute für Claudio Pizarro eingewechselt und kam somit zu seinem Bundesligadebüt.
Zur Saison 2015/16 verpflichtete ihn der Zweitligist 1. FC Kaiserslautern, der ihn mit einem bis zum 30. Juni 2018 gültigen Vertrag ausstattete.
Zur Saison 2017/18 wechselte er zum niederländischen Erstligisten FC Utrecht unter Trainer Erik ten Hag, der ihn auch schon während seiner Zugehörigkeit zur zweiten Mannschaft des FC Bayern München trainierte. Nach zwei Jahren in den Niederlanden wechselte er 2019 in die Schweiz zum Superligisten FC St. Gallen, wo er zur Saison 2021/22 zum Mannschaftskapitän ernannt wurde.

## Erfolge
- Deutscher Meister 2015 (mit dem FC Bayern München)
- Schweizer Cup-Finalist 2021 und 2022 (mit dem FC St. Gallen)

## Sonstiges
- Görtlers älterer Bruder Nicolas (* 1990) war ebenfalls Profifußballer.